# Tavolo

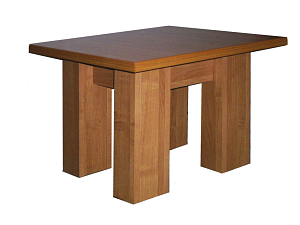
Un tavolo di legno.

Il tavolo è un mobile formato da un piano, spesso rettangolare, quadrato o tondo, di legno, metallo, plastica, di cristallo o altro materiale rigido, sostenuto da una, due, tre, quattro o più gambe, e che ha forma e dimensioni diverse, a seconda dell'uso cui è adibito. Può anche essere sostenuto da una colonna centrale; in questo caso di solito ha un ripiano piccolo, spesso circolare.
Il piano di appoggio è caratterizzato dall’essere piatto.
Le gambe di sostegno vengono poggiate sul pavimento e, in alcuni casi, possono esservi ancorate, rendendo il tavolo “fisso”.
È comunemente utilizzato per consumare i pasti durante la giornata. Un tavolo può essere usato in alternativa alla scrivania, in uno studio o in ufficio. Viene classificato anche come un arredamento in economia.

## Tipi e usi
A seconda delle varie culture e del suo uso, il tavolo può cambiare dimensioni e forme. Per esempio, in culture dove si è soliti sedersi su tappeti o cuscini le gambe del tavolo devono essere molto corte.
Esistono diversi tipi di tavolo:
- a cabaret, con il ripiano formato da un vassoio con manici, asportabile; una idea del Settecento, con le gambe a crociera, a volte riccamente intagliate; il vassoio era dipinto o laccato; il modello è stato ripreso nel primo Novecento;
- a fagiolo, col piano sagomato, per consentirne comodamente l'uso a chi è seduto;
- a farfalla, con due ali ribaltabili; quando è aperto diventa tondo;
- a nido, tre tavolini a forma di cubo - di misure decrescenti, in legno oppure in metallo con ripiano in vetro - che possono essere messi uno sull'altro, in modo da formare un tronco di piramide a gradini, o essere disposti separatamente, o essere inseriti l'uno dentro l'altro;
- a rocchetto o bolognese, con le quattro gambe lavorate a tornio e riunite alla base da una fascia; il modello risale al Cinquecento;
- ateniese, tondo, col ripiano poggiante su un treppiedi metallico che si apre sollevando il piano; tipico dello stile neoclassico;
- bureau plat, ideato nel Settecento in Francia, con o senza cassetti nella fascia, è la classica e comoda scrivania;
- carrello, piccolo e rettangolare, munito di rotelle, con due ripiani in legno o in cristallo;

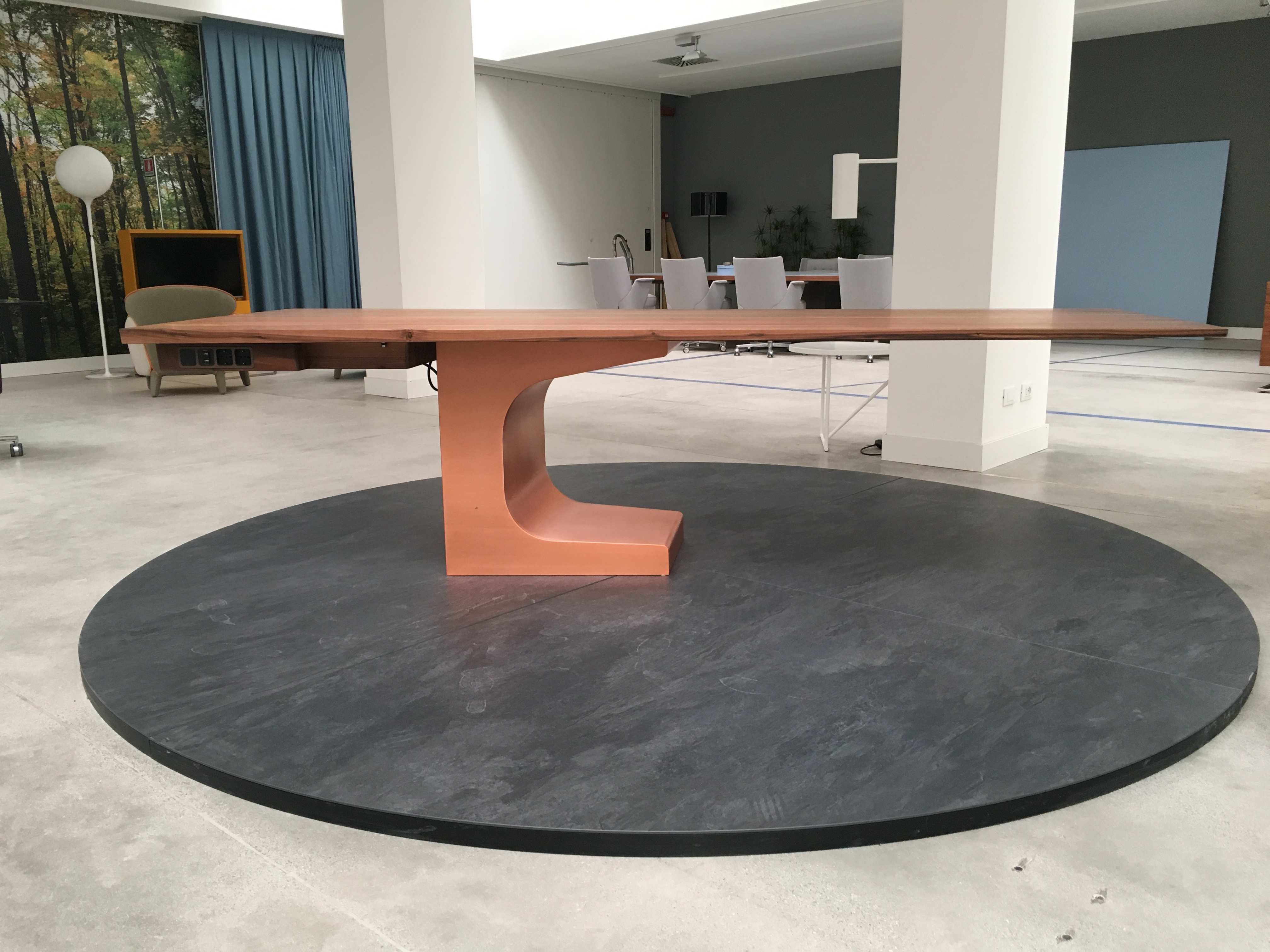
Tavolo disegnato da Oscar Niemeyer per Estel

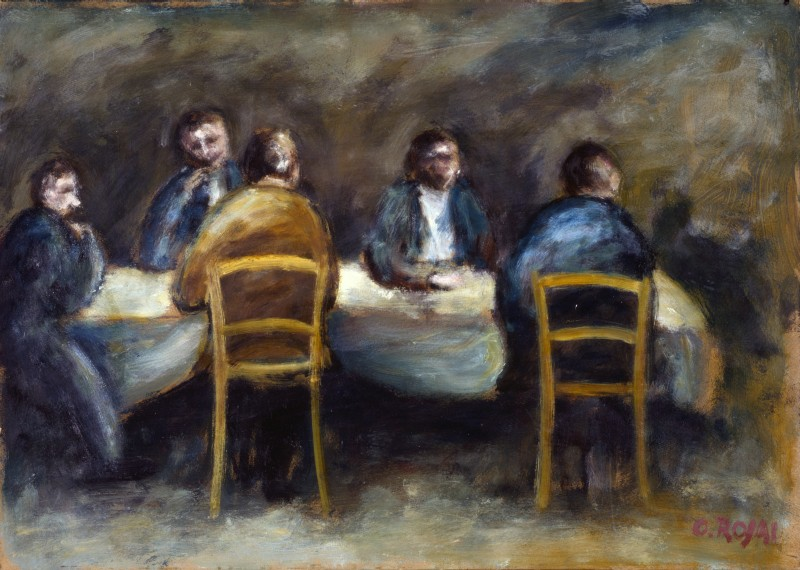
Ottone Rosai, Cinque uomini al tavolo

- consolle, tavolo da poggiare al muro, ha un lato non lavorato; nel Sei-Settecento ne furono realizzati di ricchissimi, in legno laccato o dorato;
- da biliardo, di grandi dimensioni, con ripiano di lavagna foderato di panno verde e sei buche;
- da caffè, in genere tondo; una volta se ne facevano col piede unico in ghisa e col ripiano di marmo;
- da campeggio, con gambe ripiegabili;
- da cucina, in genere in legno di faggio o di abete, dipinto in un colore chiaro, con due larghi cassetti e ripiano in marmo bianco o in materiale sintetico lavabile;
- da disegno, orientabile, è tipico degli architetti;
- da gioco, quadrato e col piano ricoperto di panno verde; una versione, tipica inglese, è il tavolo a fazzoletto, con gli angoli ripiegabili di 90°, mediante cerniere; quando è chiuso, con una piccola rotazione del piano si ottiene un tavolo con un ripiano, la cui superficie è la metà di quella del tavolo aperto;
- da lavoro, di contenute dimensioni, tondo e su treppiedi, munito di coperchio che chiude una sacca di stoffa che contiene un lavoro a cucito o a maglia; accessorio tipico dell'Ottocento e del Liberty;
- da notte, basso e squadrato, con sportellino per contenere un orinale;
- da ping-pong, con misure e dimensioni fissate dalle regole internazionali del gioco;
- da pranzo, tondo o rettangolare, può essere dotato di tavole per ingrandirlo;
- da salotto, basso, rettangolare, ovale o tondo, il ripiano spesso è in marmo o in cristallo;
- da the, rettangolare o quadrato, basso, di contenute dimensioni;
- da toletta o pettiniera o coiffeuse, accessorio una volta indispensabile per la donna, con ripiano apribile che nasconde uno specchio e cassettini e contenitori interni;
- degli Ufficiali di campo, per la pallacanestro;
- fasciatoio, con ripiano imbottito e ricoperto di tessuto impermeabile e lavabile; dotato di ripiano sottostante o di cassettini;
- fiorentino, varie sono le tipologie del tavolo rinascimentale, a Firenze: ottagonale, con cassetti uno per lato e col sostegno centrale a forma di tripode e piedi leonini; con il sostegno ad otto gambe, riunite a raggera e poggiate sopra un alto zoccolo; ovale e con ribalte laterali; rettangolare e con le quattro gambe unite da una fascia;
- fisso, per bar o ristoranti di tipo familiare, ha uno dei lati più corti fissato al muro e l'altro sostenuto da una gamba; è affiancato da due panche;

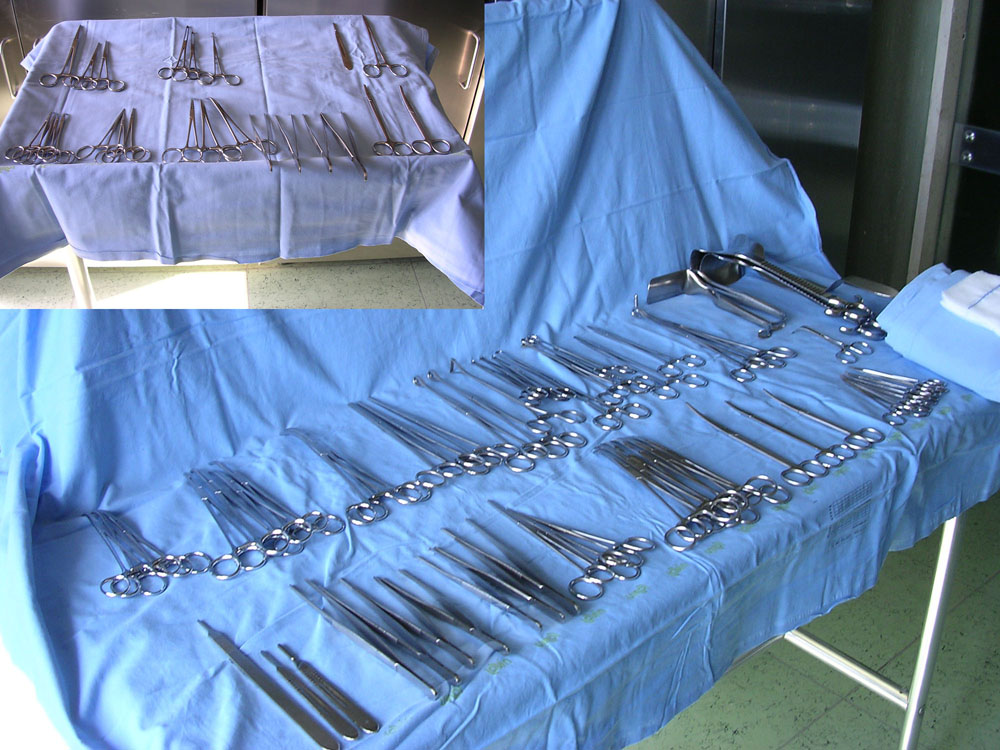
Tavolo ferri chirurgici

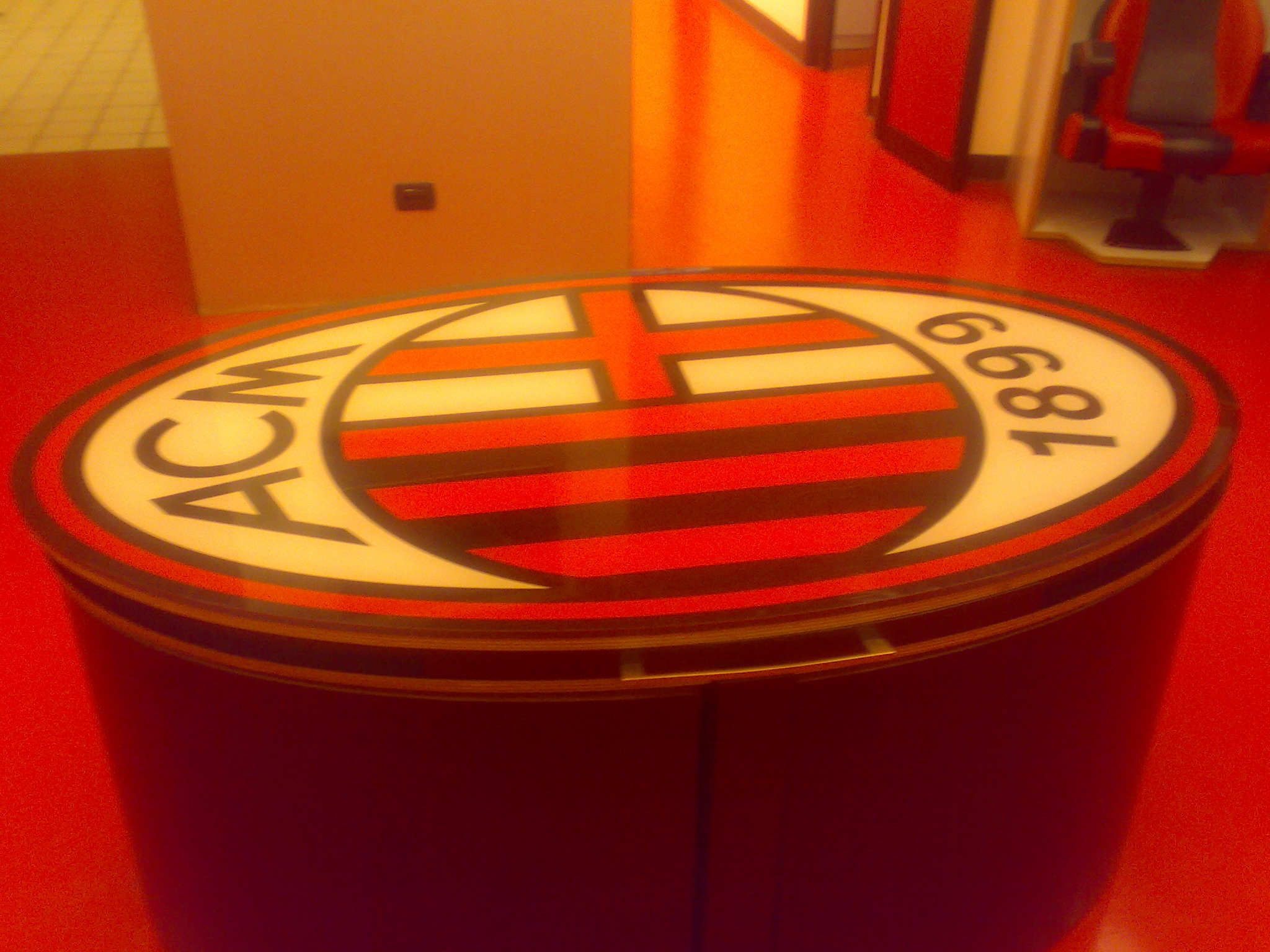
Tavolo con logo Milan nello spogliatoio

- fratino o certosino, stretto e lungo, tipico dei conventi, venne in uso alla fine del Medioevo;
- guéridon, piccolo, tondo o quadrato, di origine francese, usato come supporto ad una lampada;
- habillé, tondo e basso, coperto da un panno, in velluto o in seta pesante, che arriva fino a terra;
- operatorio, per ospedali e cliniche;
- poudreuse, piccolo, da toletta, settecentesco, dedicato al trucco femminile;
- usa e getta, monouso, in cartone fustellato;
- vuota tasche, di contenute dimensioni, ha sopra un piccolo vassoio.

Durante la Mostra delle invenzioni, svoltasi nel 1988 nell'isola di Taiwan, fu presentato un tavolo da pranzo con il piano formato da centinaia di fogli di plastica, sovrapposti e aderenti l'uno all'altro: alla fine di ogni pasto era sufficiente rimuovere il foglio in superficie, per avere un piano pulito. Il tavolo per la macchina da scrivere ha subito varie trasformazioni e integrazioni, per adattarsi al computer, ai video e ad altri accessori, indispensabili per lo studio e per il lavoro.